# Puebla de Lillo
Puebla de Lillo – gmina w Hiszpanii, w prowincji León, w Kastylii i León, o powierzchni 171,4 km². W 2011 roku gmina liczyła 704 mieszkańców.